# 野間文芸新人賞
野間文芸新人賞（のまぶんげいしんじんしょう）は、講談社初代社長、野間清治の遺志により設立された財団法人野間文化財団が主催する純文学の新人に与えられる文学賞である。野間三賞のうちの一つ。

## 概要
財団法人野間奉公会が1941年に野間文芸賞とともに創設した野間文芸奨励賞が前身。戦後両賞とも一時中断し、1953年に野間文芸賞のみ再開、その後1979年の講談社創立70周年を期に野間文芸奨励賞を改称、野間文芸新人賞として新設された。以降年1回発表されている。
新人作家による小説を対象とする。芥川龍之介賞と違い、文芸誌掲載作だけではなく単行本も対象となる。受賞作は選考委員の合議によって決定される。受賞者には正賞として賞牌、副賞として100万円（第12回から、それ以前は50万円）が授与される。受賞作発表および選評は『群像』1月号に掲載される。
初期は村上龍、尾辻克彦など芥川賞受賞経験者に授賞することがあったが、しだいに芥川賞未受賞者のみを「新人」として扱う慣例が成立していった。特に90年代以降は受賞者の約4割が後に芥川賞も受賞している。しかし第43回（2021年）にて約30年ぶりに芥川賞受賞経験者（遠野遥）が候補に挙がり、第44回（2022年）では芥川賞受賞経験者2人（町屋良平、宇佐見りん）が入った候補のうち町屋が受賞するなど、長年続いていた慣例が見直された。2023年の贈呈式において選考委員の保坂和志は「この賞は芥川賞と同格」と強調し、芥川賞に対抗し独自色を打ち出している。

## 受賞作一覧（野間文芸奨励賞）
第1回（1941年）
- 受賞作：笹本寅『会津士魂』、桜田常久『従軍タイピスト』、赤川武助『僕の戦場日記』

第2回（1942年）
- 受賞作：山岡荘八『海底戦記』『潜艦同乗記』、棟田博『台児荘』、浜田廣介『龍の目の涙』

第3回（1943年）
- 受賞作：大林清『庄内士族』他2作、望月茂『佐久良東雄』、須川邦彦『無人島に生きる十六人』

第4回（1944年）
- 受賞作：檀一雄『天明』、山手樹一郎『獄中記』他2作、権藤実『兵営の記録』

第5回（1946年）
- 受賞作：北條誠『寒菊』『一年』、船山馨『笛』『塔』、太田黒克彦『小ぶなものがたり』

## 受賞作一覧（野間文芸新人賞）

### 第1回から第10回
第1回（1979年）
- 受賞作：津島佑子『光の領分』
- 候補作：中村昌義『陸橋からの眺め』、増田みず子『ふたつの春』、青野聰『愚者の夜』、村上春樹『風の歌を聴け』、森瑤子『情事』、立松和平「村雨」（『文藝』1979年9月号）

第2回（1980年）
- 受賞作：立松和平『遠雷』
- 候補作：宮内勝典『グリニッジの光りを離れて』、村上春樹『1973年のピンボール』、冥王まさ子『ある女のグリンプス』、青野聰「試みのユダヤ・コムプレックス」（『文學界』1980年4月号 - 9月号）

第3回（1981年）
- 受賞作：村上龍『コインロッカー・ベイビーズ』、宮内勝典『金色の象』
- 候補作：増田みず子、中沢けい

第4回（1982年）
- 受賞作：村上春樹『羊をめぐる冒険』
- 候補作：中沢けい『女ともだち』、増田みず子『麦笛』、青野聰、冥王まさ子『雪むかえ』

第5回（1983年）
- 受賞作：尾辻克彦『雪野』
- 候補作：中沢けい『ひとりでいるよ一羽の鳥が』、李良枝『かずきめ』、小檜山博『荒海』、干刈あがた「ウホッホ探険隊」（『海燕』1983年9月号）、佐藤泰志「黄金の服」（『文學界』1983年9月号）

第6回（1984年）
- 受賞作：青野聰『女からの声』、島田雅彦『夢遊王国のための音楽』
- 候補作：干刈あがた「ビッグ・フットの大きな靴」（『文學界』1984年9月号）、髙樹のぶ子、他1作

第7回（1985年）
- 受賞作：中沢けい『水平線上にて』、増田みず子『自由時間』
- 候補作：干刈あがた『ワンルーム』、桐山襲『風のクロニクル』、他1作

第8回（1986年）
- 受賞作：岩阪恵子『ミモザの林を』、干刈あがた『しずかにわたすこがねのゆびわ』
- 候補作：小檜山博『雪嵐』、小林恭二『小説伝・純愛伝』、山田詠美『ベッドタイムアイズ』、他1作

第9回（1987年）
- 受賞作：新井満『ヴェクサシオン』
- 候補作：朝稲日出夫『シュージの放浪』、リービ英雄「星条旗の聞こえない部屋」（『群像』1987年3月号）、小林恭二『ゼウスガーデン衰亡史』、他1作

第10回（1988年）
- 受賞作：吉目木晴彦『ルイジアナ杭打ち』
- 候補作：夫馬基彦『紅葉の秋の』、吉本ばなな『うたかた/サンクチュアリ』、いとうせいこう『ノーライフ・キング』、高瀬千図『天の曳航』

### 第11回から第20回
第11回（1989年）
- 受賞作：伊井直行『さして重要でない一日』
- 候補作：竹野雅人『純愛映画・山田さん日記』、佐藤泰志『そこのみにて光輝く』、池澤夏樹『真昼のプリニウス』、吉本ばなな、山川健一

第12回（1990年）
- 受賞作：佐伯一麦『ショート・サーキット』
- 候補作：鷺沢萠『帰れぬ人びと』、盛田隆二『ストリート・チルドレン』、松本侑子『偽りのマリリン・モンロー』、佐藤健志『チングー・韓国の友人』、小川洋子『冷めない紅茶』、保坂和志『プレーンソング』

第13回（1991年）
- 受賞作：笙野頼子『なにもしてない』
- 候補作：荻野アンナ『ブリューゲル、飛んだ』、小林恭二『荒野論』、原田宗典『あるべき場所』、夫馬基彦『風の塔』

第14回（1992年）
- 受賞作：リービ英雄『星条旗の聞こえない部屋』
- 候補作：大岡玲『ヒ・ノ・マ・ル』、奥泉光『蛇を殺す夜』、佐藤洋二郎『河口へ』、多和田葉子『三人関係』、久間十義『ヤポニカ・タペストリー』

第15回（1993年）
- 受賞作：奥泉光『ノヴァーリスの引用』、保坂和志『草の上の朝食』
- 候補作：角田光代『ピンク・バス』、鷺沢萠『ハング・ルース』、佐藤洋二郎『前へ、進め』、谷村志穂『眠らない瞳』

第16回（1994年）
- 受賞作：竹野雅人『私の自叙伝前篇』
- 候補作：伊達一行『妖言集』、別唐晶司『メタリック』、石黒達昌『平成3年5月2日，後天性免疫不全症候群にて急逝された明寺伸彦博士，並びに，』、藤沢周『死亡遊戯』

第17回（1995年）
- 受賞作：佐藤洋二郎『夏至祭』、水村美苗『私小説 from left to right』
- 候補作：阿部和重『ABC戦争』、藤沢周『SATORI』

第18回（1996年）
- 受賞作：角田光代『まどろむ夜のUFO』、柳美里『フルハウス』
- 候補作：魚住陽子『動く箱』、藤沢周『ソロ』、藤野千夜『少年と少女のポルカ』

第19回（1997年）
- 受賞作：町田康『くっすん大黒』
- 候補作：赤坂真理『蝶の皮膚の下』、阿部和重『インディヴィジュアル・プロジェクション』、下井葉子『うみ』、藤沢周『サイゴン・ピックアップ』、松浦寿輝『もののたはむれ』

第20回（1998年）
- 受賞作：藤野千夜『おしゃべり怪談』
- 候補作：岡崎祥久『秒速10センチの越冬』、清水博子『街の座標』、茅野裕城子『大陸游民』、中山可穂『サグラダ・ファミリア 聖家族』

### 第21回から第30回
第21回（1999年）
- 受賞作：阿部和重『無情の世界』、伊藤比呂美『ラニーニャ』
- 候補作：赤坂真理『ヴァイブレータ』、黒川創『若冲の目』、清水博子『ドゥードゥル』、堂垣園江『ゼラブカからの招待状』、若合春侑『脳病院へまゐります。』

第22回（2000年）
- 受賞作：赤坂真理『ミューズ』、岡崎祥久『楽天屋』
- 候補作：楠見朋彦『マルコ・ポーロと私』、田口ランディ『コンセント』、中山可穂『感情教育』、ピスケン『バースト デイズ』

第23回（2001年）
- 受賞作：堂垣園江『ベラクルス』、清水博子『処方箋』
- 候補作：佐川光晴『ジャムの空壜』、篠原一『アイリーン』、鈴木清剛『消滅飛行機雲』、吉田修一『熱帯魚』

第24回（2002年）
- 受賞作：佐川光晴『縮んだ愛』、若合春侑『海馬の助走』
- 候補作：有吉玉青『キャベツの新生活』、夏石鈴子『家内安全』、星野智幸『毒身温泉』、湯本香樹実『西日の町』

第25回（2003年）
- 受賞作：島本理生『リトル・バイ・リトル』（最年少受賞）、星野智幸『ファンタジスタ』
- 候補作：中島京子『FUTON』、中村航『夏休み』、舞城王太郎『山ん中の獅見朋成雄』、綿矢りさ『蹴りたい背中』

第26回（2004年）
- 受賞作：中村航『ぐるぐるまわるすべり台』、中村文則『遮光』
- 候補作：小池昌代『感光生活』、鈴木清剛『バンビの剥製』、舞城王太郎『好き好き大好き超愛してる。』

第27回（2005年）
- 受賞作：青木淳悟『四十日と四十夜のメルヘン』、平田俊子『二人乗り』
- 候補作：青山真治『ホテル・クロニクルズ』、絲山秋子『逃亡くそたわけ』、佐藤友哉『子供たち怒る怒る怒る』、前田司郎『愛でもない青春でもない旅立たない』

第28回（2006年）
- 受賞作：中原昌也『名もなき孤児たちの墓』
- 候補作：小野正嗣『森のはずれで』、小池昌代『ルーガ』、前田司郎『恋愛の解体と北区の滅亡』、宮崎誉子『少女@ロボット』、山崎ナオコーラ『浮世でランチ』

第29回（2007年）
- 受賞作：鹿島田真希『ピカルディーの三度』、西村賢太『暗渠の宿』
- 候補作：いしいしんじ『みずうみ』、川上未映子『わたくし率 イン 歯ー、または世界』、佐藤友哉『灰色のダイエットコカコーラ』

第30回（2008年）
- 受賞作：津村記久子『ミュージック・ブレス・ユー!!』
- 候補作：小野正嗣『マイクロバス』、蜂飼耳『紅水晶』、前田司郎『誰かが手を、握っているような気がしてならない』、山崎ナオコーラ『論理と感性は相反しない』

### 第31回から第40回
第31回（2009年）
- 受賞作：村田沙耶香『ギンイロノウタ』
- 候補作：戌井昭人『まずいスープ』、柴崎友香『ドリーマーズ』、田中慎弥『犬と鴉』、本谷有希子『あの子の考えることは変』、山崎ナオコーラ『男と点と線』

第32回（2010年）
- 受賞作：円城塔『烏有此譚』、柴崎友香『寝ても覚めても』
- 候補作：川崎徹『猫の水につかるカエル』、窪美澄『ふがいない僕は空を見た』、小池昌代『わたしたちはまだ、その場所を知らない』、田中慎弥『実験』

第33回（2011年）
- 受賞作：本谷有希子『ぬるい毒』
- 候補作：戌井昭人『ぴんぞろ』、大森兄弟『まことの人びと』、海猫沢めろん『愛についての感じ』、羽田圭介『「ワタクシハ」』

第34回（2012年）
- 受賞作：日和聡子『螺法四千年記』、山下澄人『緑のさる』
- 候補作：石田千『きなりの雲』、藤野可織『パトロネ』、松家仁之『火山のふもとで』

第35回（2013年）
- 受賞作：いとうせいこう『想像ラジオ』
- 候補作：小野正嗣『獅子渡り鼻』、木村紅美『夜の隅のアトリエ』、福永信『三姉妹とその友達』、松田青子『スタッキング可能』、山崎ナオコーラ『昼田とハッコウ』

第36回（2014年）
- 受賞作：松波太郎『LIFE』
- 候補作：淺川継太『ある日の結婚』、戌井昭人『どろにやいと』、木村友祐『聖地Cs』、滝口悠生『寝相』、羽田圭介『メタモルフォシス』

第37回（2015年）
- 受賞作：滝口悠生『愛と人生』、古川日出男『女たち三百人の裏切りの書』
- 候補作：岩城けい『Masato』、宮下遼『無名亭の夜』、四元康祐『偽詩人の世にも奇妙な栄光』

第38回（2016年）
- 受賞作：戌井昭人『のろい男 俳優・亀岡拓次』
- 候補作：彩瀬まる『やがて海へと届く』、李龍徳『報われない人間は永遠に報われない』、石田千『家へ』、上田岳弘『異郷の友人』、木村友祐『イサの氾濫』

第39回（2017年）
- 受賞作：今村夏子『星の子』、高橋弘希『日曜日の人々（サンデー・ピープル）』
- 候補作：上田岳弘『塔と重力』、海猫沢めろん『キッズファイヤー・ドットコム』、谷崎由依『囚われの島』

第40回（2018年）
- 受賞作：金子薫『双子は驢馬に跨がって』、乗代雄介『本物の読書家』
- 候補作：木村紅美『雪子さんの足音』、古谷田奈月『無限の玄/風下の朱』、町屋良平『しき』

### 第41回から
第41回（2019年）
- 受賞作：古谷田奈月『神前酔狂宴』、千葉雅也「デッドライン」（『新潮』2019年9月号）
- 候補作：高山羽根子「如何様」（『小説トリッパー』2019年夏季号）、宮下遼「青痣」（『群像』2019年3月号）、四元康祐『前立腺歌日記』、李琴峰『五つ数えれば三日月が』

第42回（2020年）
- 受賞作：李龍徳『あなたが私を竹槍で突き殺す前に』
- 候補作：宇佐見りん『かか』、紗倉まな『春、死なん』、谷崎由依『遠の眠りの』、崔実「pray human」（『群像』2020年3月号）

第43回（2021年）
- 受賞作：井戸川射子『ここはとても速い川』
- 候補作：木崎みつ子『コンジュジ』、島口大樹『鳥が僕らは祈り、』、杉本裕孝「ピンク」（『文學界』2021年6月号）、遠野遥「教育」（『文藝』2021年秋季号）、三国美千子『骨を撫でる』

第44回（2022年）
- 受賞作：町屋良平『ほんのこども』
- 候補作：石田夏穂「ケチる貴方」（『群像』2022年3月号）、宇佐見りん『くるまの娘』、温又柔「祝宴」（『新潮』2022年5月号）、永井みみ『ミシンと金魚』

第45回（2023年）
- 受賞作：朝比奈秋『あなたの燃える左手で』、九段理江「しをかくうま」（『文學界』2023年6月号）[2][3]
- 候補作：安堂ホセ「迷彩色の男」（『文藝』2023年秋季号）、石田夏穂『我が手の太陽』、小池水音『息』、長島有里枝『去年の今日』[3]

第46回（2024年）
- 受賞作：豊永浩平『月ぬ走いや、馬ぬ走い』
- 候補作：安堂ホセ「DTOPIA」（『文藝』2024年秋季号）、小砂川チト『猿の戴冠式』、小林エリカ『女の子たち風船爆弾をつくる』、市街地ギャオ「メメントラブドール」（『太宰治賞2024』）

## 選考委員（野間文芸新人賞）
- 第1回 - 秋山駿、上田三四二、大岡信、佐伯彰一
- 第2回 - 秋山駿、上田三四二、大岡信、川村二郎、佐伯彰一
- 第3回 - 秋山駿、上田三四二、川村二郎、佐伯彰一
- 第4回 - 秋山駿、上田三四二、大岡信、川村二郎、佐伯彰一
- 第5回 - 秋山駿、大岡信、川村二郎、佐伯彰一、高橋英夫
- 第6回から第8回 - 秋山駿、磯田光一、川村二郎、佐伯彰一、高橋英夫
- 第9回 - 秋山駿、川村二郎、佐伯彰一、高橋英夫
- 第10回から第12回 - 秋山駿、柄谷行人（第12回欠席、書面回答）、川村二郎、佐伯彰一、高橋英夫、三浦雅士
- 第13回から第21回 - 秋山駿、柄谷行人（第18回欠席、書面回答）、黒井千次、高橋英夫、富岡多恵子、三浦雅士
- 第22回から第26回 - 奥泉光、川村湊、佐伯一麦、笙野頼子、久間十義、山田詠美
- 第27回から第29回 - 阿部和重、江國香織、角田光代、川上弘美、町田康
- 第30回から第32回 - 角田光代、多和田葉子、堀江敏幸、町田康、松浦理英子
- 第33回から第35回 - 島田雅彦、多和田葉子、星野智幸、堀江敏幸、松浦理英子
- 第36回から第38回 - 小川洋子、島田雅彦、保坂和志、星野智幸、松浦理英子
- 第39回から第41回 - 小川洋子、島田雅彦、高橋源一郎、長嶋有、保坂和志、星野智幸
- 第42回から第45回 - 小川洋子、川上弘美、高橋源一郎、長嶋有、保坂和志
- 第46回から - 小川洋子、川上弘美、川上未映子、高橋源一郎、長嶋有

### 選考委員差し替え問題
第27回の選考会前に、突然選考委員が差し替えられた。しかしこの時、前職の選考委員には事前連絡がされていなかった（文学賞選考には何ヶ月も前から下準備が必要であるため、選考委員の交替があるときには事前に了解を得るのが通例である）。そこで前職の選考委員たちは、笙野頼子を発起人として記者会見を開き、不満を訴えた。それに対し、講談社側は、『群像』2006年1月号に、講談社文芸局長のお詫びの言葉を掲載した。